# Калаштар (дегестан)
Калаштар (перс. کلشتر) — дегестан в Ірані, в Центральному бахші, в шагрестані Рудбар остану Ґілян. За даними перепису 2006 року, його населення становило 5327 осіб, які проживали у складі 1432 сімей.

## Населені пункти
До складу дегестану входять такі населені пункти:
- Аґузбон
- Аліабад
- Ґаліварз
- Дештеґан
- Джамалабад-е-Кусе
- Джамалабад-е-Незамі-Ванд
- Джамалабад-е-Халадж
- Калаштар
- Марджанабад
- Намак-Аваран
- Паченар
- Разканд
- Сефідруд
- Сі-Сар-Алішаруд
- Талабар
- Торкнешін-Лушан